# René Leduc
René Leduc (Saint-Germain-lès-Corbeil, 24 aprile 1898 – Istres, 9 marzo 1968) è stato un ingegnere aeronautico francese, noto per i suoi studi sulla propulsione a reazione che porteranno al primo volo di un aeroplano spinto da uno statoreattore, il Leduc 0.10.

## Biografia
Dopo aver conseguito nel 1921 un diploma in ingegneria, Leduc viene assunto nel 1924 alla Société anonyme des ateliers d'aviation Louis Breguet. Nel 1930 deposita il brevetto per un motore a reazione con combustione ciclica comandata da valvole. Nel 1933, presentando un brevetto per un motore a reazione con un ciclo a combustione continua, scoprì che René Lorin a partire dal 1908 aveva pubblicato sulla rivista aeronautica L'Aérophile alcuni articoli sulla propulsione con motori a "scappamento" dove la spinta era ottenuta mediante l'accelerazione intermittente dei gas di scarico del motore invece che grazie ad un'elica e che già nel 1913 aveva introdotto i principi base dello statoreattore.
Leduc ottenne in seguito un appalto dal Governo francese per la costruzione di un modellino sperimentale di statoreattore (da 30 millimetri di diametro) che, nel giugno del 1936, dimostrò la fattibilità di questo tipo di motore. Nel 1937 il Governo gli commissionò un prototipo di aeroplano con statoreattore e Leduc l'anno seguente fondò una sua azienda per la costruzione del Leduc 0.10. A causa della guerra il progetto si fermò, per poi riprendere dopo la fine delle ostilità.

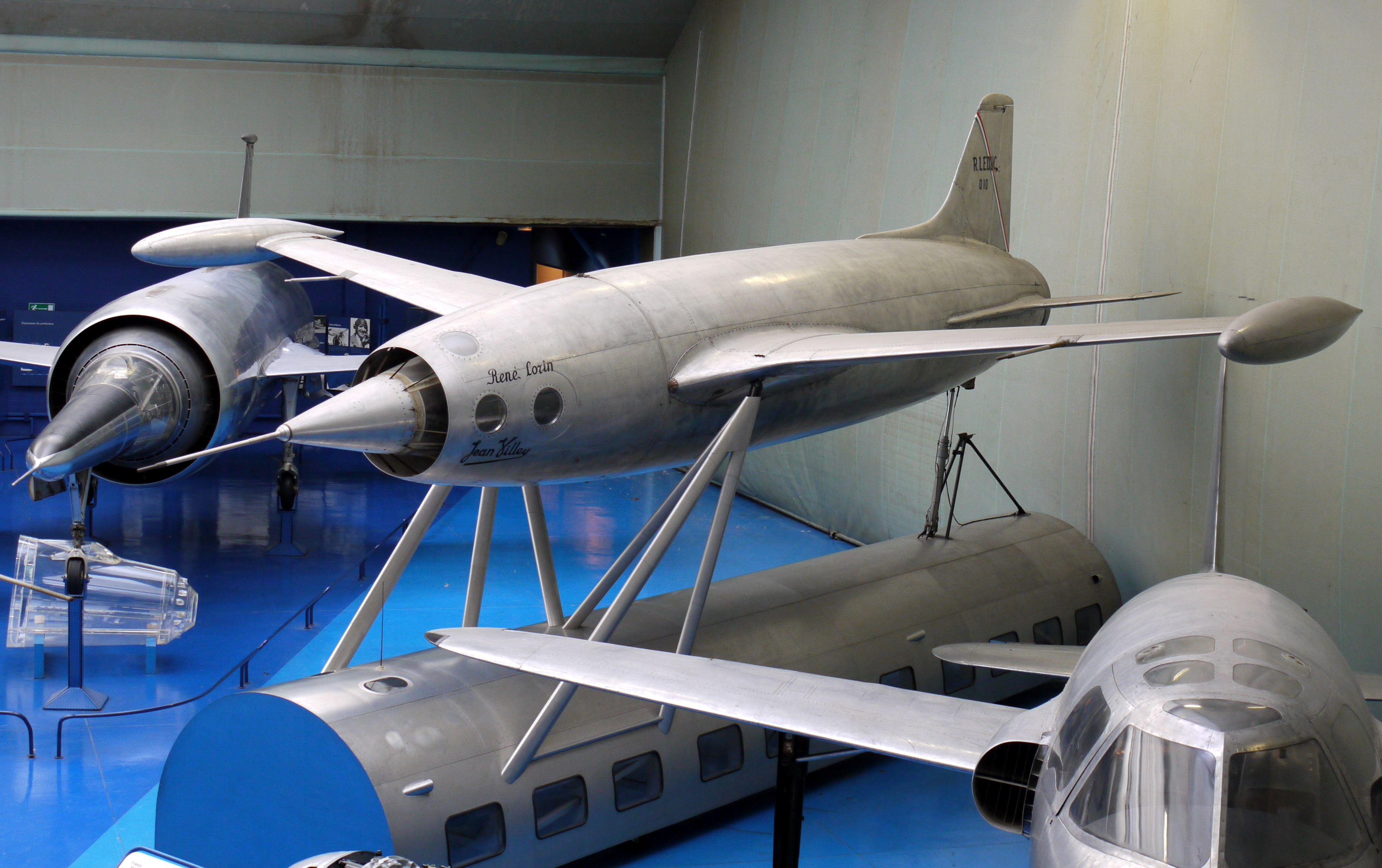
Un Leduc 0.16 installato su un simulacro di Languedoc 31. Sullo sfondo la versione 0.22

Dal momento che lo statoreattore per fornire una spinta ha bisogno di una discreta velocità iniziale, fu necessario installare il primo prototipo su un Languedoc 31. Il 19 novembre 1946 iniziarono le prove in volo e, dopo una serie di voli vincolati ed alcuni in volo planato, il 21 aprile 1949 il Leduc 0.10 con ai comandi il pilota Jean Gonord effettuò con successo il suo primo volo spinto dal suo solo statoreattore.
Tra il 1949 ed il 1956 il Governo francese continuò a finanziare gli studi di Leduc commissionandogli un secondo esemplare di 0.10 e due esemplari di velivoli con motorizzazione ibrida turbogetto-statoreattore (Leduc 0.22) in grado di decollare autonomamente, in vista della definizione di un programma per la costruzione di un caccia intercettore supersonico.
Il progetto del Leduc 0.22 però fallì le aspettative, rivelandosi inadeguato a volare a velocità supersoniche a causa della sua elevata resistenza aerodinamica nel regime transonico. Nel 1958 il Governo francese pose fine al progetto di Leduc che fu costretto a convertire la sua azienda, ancora oggi in attività, alla produzione di macchine e sistemi oleodinamici.

## Progetti realizzati
Francia
- Leduc 0.10
- Leduc 0.22